# Нунуку-венуа
Нунуку-венуа (Nunuku-whenua) був вождем моріорі, відомим як пацифіст XVI століття.

## Життєпис
Полінезійський народ Моріорі переселився на незаселений на той час архіпелаг Чатем (Rēkohu) із основної частини Нової Зеландії приблизно 1500 року. Після кривавого конфлікту між племенами Рауру та Ветейна Нунуку-Вхенуа, видатний вождь моріорі племені Хамата, встановив «Закон Нунуку», який забороняв війни, канібалізм і вбивства.
Моріорі суворо дотримувався Закону Нунуку та підтримував мир у Чатемі до 1835 року, коли близько 900 маорі з двох іві Північного острова, Нгаті Мутунга та Нгаті Тама, прибули до островів. Моріорі зібралися на раду в Те Авапатікі. Молодь виступала за збройний опір, але старійшини постановили, що закон Нунуку не можна порушувати з будь-якої причини. В результаті загарбники вбили чимало з населення Моріорі, народ було завойовано та поневолено, чисельність представників народу скоротилася з понад 1600 у 1835 році до менш ніж 100 протягом тридцяти років. 93% населення було вбито.
Нунуку-Венуа був одним із найперших відомих художників Нової Зеландії. Він вирізав птахів і тюленів на стінах вапнякової печери, яка існує й донині. Це місце відоме як Te Ana a Nunuku. Печера Нунуку знаходиться на дорозі Те Матарае.